# 密毛矮探春
密毛矮探春（学名：Jasminum humile var. humile f. pubigerum）为木犀科素馨属的植物。分布在中国大陆的西藏等地，生长于海拔2,100米至2,400米的地区，多生在灌丛以及林中，目前尚未由人工引种栽培。

## 别名
细毛探春（中国高等植物图鉴） 密毛素馨（植物研究）